# Hörzendorf
Hörzendorf (im 19. Jahrhundert auch Herzendorf; slowenisch: Goricjaves) ist eine Ortschaft in der Gemeinde Sankt Veit an der Glan im Bezirk Sankt Veit an der Glan in Kärnten, in Österreich. Die Ortschaft hat 354 Einwohner (Stand 1. Jänner 2024) und ist damit der drittgrößte Ort der Stadtgemeinde. Sie liegt auf dem Gebiet der Katastralgemeinden Hörzendorf, Niederdorf und Projern. Die Ortschaft war Hauptort der bis Ende 1971 bestehenden Gemeinde Hörzendorf.

## Lage

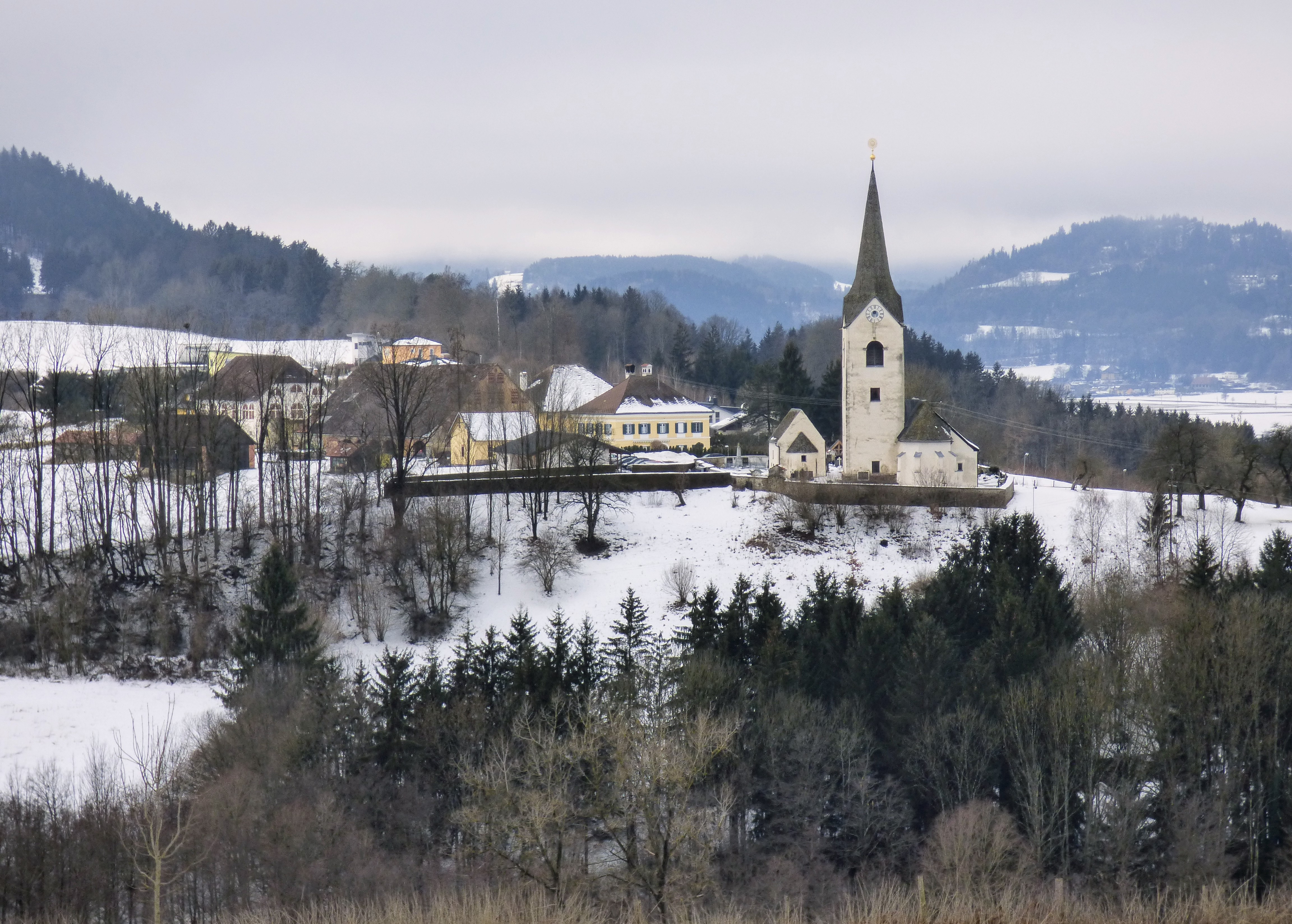
Hörzendorf, Kirchensiedlung

Die Ortschaft liegt südwestlich des Bezirkshauptorts Sankt Veit an der Glan, am Übergangsbereich vom Glantal zum Glantaler Bergland. Zu ihr gehört auch eine kleine Siedlung (Seekogelweg) unmittelbar nördlich des Hörzendorfer Sees, mehrere hundert Meter südlich außerhalb des Dorfs.
Der Ort beschränkte sich ursprünglich weitgehend auf das Gebiet der Katastralgemeinde Hörzendorf – eine kleine Siedlung am Rand des Glantalbodens an der Kreuzung nach Radweg bzw. zum Muraunberg, südlich oberhalb die Kirchensiedlung (deren damals westlichstes Haus bis heute das einzige Gebäude Hörzendorfs auf dem Gebiet der Katastralgemeinde Projern ist), und ein paar einzelne Gebäude südlich davon. Doch schon bis zu den 1970er-Jahren entstand eine Siedlung (Kirchblick) östlich des ursprünglichen Dorfs, auf dem Gebiet der Katastralgemeinde Niederdorf. Bis zu den 1990er-Jahren entstand eine Siedlung am nördlichen Rand des Orts (Zirbenweg, Moorweg) sowie südlich die kleine Siedlung am Hörzendorfer See. Allmählich dehnte sich der Ort auch etwas nach Westen hin aus (Lärchenweg, Tannenweg, Projernerweg, und, vorwiegend erst seit der Jahrtausendwende, Radwegstraße am nordwestlichen Ortsrand). Hingegen kamen die ursprünglich südlich der Kirchensiedlung und im Tal des Hörzendorfer Bachs gelegenen einzelnen Häuser im 20. Jahrhundert ab; diese Flächen sind heute bewaldet oder werden landwirtschaftlich genutzt.

## Geschichte
Der Ort wurde 1087 als Herzogindorf erwähnt, vielleicht, weil sich hier davor ein herzoglicher Hof befand. Die Kirche war befestigt.
Der Ort gehörte in der ersten Hälfte des 19. Jahrhunderts zum Steuerbezirk Karlsberg. Bei Bildung der Ortsgemeinden im Zuge der Reformen nach der Revolution 1848/49 kam Hörzendorf an die Gemeinde Hörzendorf (die zunächst unter dem Namen Gemeinde Karlsberg geführt wurde). Doch wurden zentralörtliche Einrichtungen seitens der Gemeinde außerhalb des Hauptorts Hörzendorf angesiedelt, wodurch sich der Hauptort nur ungenügend entwickeln konnte und das Gemeindegebiet 1972 durch Fusion an die Gemeinde Sankt Veit an der Glan fiel.

## Bevölkerungsentwicklung
Für die Ortschaft ermittelte man folgende Einwohnerzahlen:
- 1869: 20 Häuser, 137 Einwohner[5]
- 1880: 22 Häuser, 141  Einwohner[1]
- 1890: 18 Häuser, 136 Einwohner[6]
- 1900: 18 Häuser, 120 Einwohner[7]
- 1910: 20 Häuser, 116 Einwohner[8]
- 1923: 20 Häuser, 113 Einwohner[9]
- 1934: 112 Einwohner[10]
- 1961: 28 Häuser, 173 Einwohner[11]
- 2001: 119 Gebäude (davon 108 mit Hauptwohnsitz) mit 162 Wohnungen; 371 Einwohner und 13 Nebenwohnsitzfälle; 139 Haushalte; 13 Arbeitsstätten, 5 land- und forstwirtschaftliche Betriebe[12]
- 2011: 134 Gebäude, 387 Einwohner, 149 Haushalte, 15 Arbeitsstätten[13]
- 2021: 140 Gebäude, 366 Einwohner, 140 Haushalte, 23 Arbeitsstätten[14]

## Infrastruktur
1812 wurde in Hörzendorf eine Schule gegründet. Der Unterricht fand zunächst im Haus des Franz Mayer, Hausnummer 14, statt, in einem Raum, der Schlafzimmer von Dienstboten des Hausherren war und in dem auch eine Ausschank betrieben wurde. 1816 fand der Unterricht vorübergehend in einem Raum in der Wohnung des Lehrers statt. Ab Ende 1816 wurde in einem Klassenzimmer im Pfarrhof unterrichtet, allerdings diente der Raum auch als Schlafzimmer der Mägde des Pfarrhofs. 1830 wurde das Klassenzimmer ins Mesnerhaus verlegt. In den 1870er-Jahren wurde ein eigenes Schulgebäude errichtet.
1891 wurde die Feuerwehr Hörzendorf gegründet.
Zeitweise war die Schwarzpulvererzeugung von Bedeutung für den Ort. Etwa ab 1733 gab es einen Pulverfabrikanten in Hörzendorf. Zu Beginn des 19. Jahrhunderts arbeiteten zeitweise mehr als 300 Leute in vier vom Hörzendorfer Bach betriebenen Mühlen im Zusammenhang mit der Pulverfabrikation: Eine Mühle bereitete Schwefel auf, eine Salpeter (aus Chile, über Triest transportiert), eine Holzkohle (die am Hof Holzer in Holz hergestellt wurde), und in der vierten Mühle wurden diese Stoffe zu Schwarzpulver vermischt. Das Pulver wurde dann nach St. Veit transportiert und dort gelagert und gehandelt.